# Rollentausch
Der Rollentausch wird als psychotherapeutische Technik in Psychodrama, Gestalttherapie, Verhaltenstherapie, tiefenpsychologisch fundierter Psychotherapie und systemischer Therapie eingesetzt.

## Geschichte und Entstehung
Die hilfreiche Wirkung des Rollentauschs wurde bereits von Sigmund Freud beschrieben. Als Technik wurde der Rollentausch vor allem im Psychodrama entwickelt, wo er bis heute am häufigsten zur Anwendung kommt, und dann von der Gestalttherapie und nach und nach von weiteren Therapierichtungen übernommen. Im Rahmen der Verhaltenstherapie wurde er zunächst im Zusammenhang mit Rollenspiel angewendet, in der dritten Welle der Verhaltenstherapie findet er insbesondere in der Schematherapie häufige Anwendung.

## Bezeichnung
Im Psychodrama wird üblicherweise der Tausch der Rolle zweier Personen oder der Perspektivenwechsel mit Rückbezug zu sich selbst als Rollentausch bezeichnet, der Wechsel der Perspektive bzw. das Einnehmen einer anderen Rolle durch eine Person ohne Rückbezug zu sich selbst als Rollenwechsel.:30 f. In der Gestalttherapie findet der Rollentausch im Allgemeinen im Rahmen der Technik des leeren Stuhls statt und wird häufig als Stuhlarbeit bezeichnet. Auch die Bezeichnungen Stühlearbeit und Stuhldialog sind gebräuchlich.

## Anwendung und Wirkung
Die wesentliche Vorgehensweise beim Rollentausch ist der Wechsel des Protagonisten in die Rolle einer anderen Person, so dass er sich aus der anderen Perspektive von außen sieht und mit sich interagiert.:30 f. In der Arbeit mit Träumen ist es eine Technik der Gestalttherapie, mit verschiedenen Traumteilen in einen Dialog zu gehen und sich dabei in diese hineinzuversetzen.:226 ff. Häufig werden im Psychodrama und in der Schematherapie Ich-Zustände aufgestellt bzw. auf verschiedenen Stühlen repräsentiert und mit diesen ein Rollentausch bzw. Stühledialog durchgeführt. Auch in der Arbeit mit dem inneren Team kann ein Rollentausch hilfreich sein. In der Literatur finden sich vielfältige Anwendungsbeispiele.
Der Rollentausch wird im Rahmen der jeweiligen Therapiemethode eingesetzt. Er kann je nach Zusammenhang und Thematik dabei helfen, andere Personen besser zu verstehen, verdrängte Gefühle und Bedürfnisse bewusst zu machen und auszudrücken, Konflikte zu bearbeiten, neue Einsichten zu gewinnen, Projektionen abzubauen:164 und die Mentalisierungsfähigkeit zu verbessern.:24 Er ermöglicht Identitätsentwicklung, Stärkung der Objektkonstanz,:168 Lernen am Modell und die Erweiterung von Erlebens- und Handlungsoptionen. Auch kann er auf der Ebene der Selbst- und Objektrepräsentanzen wirken und helfen, Interaktionen mit anderen Menschen realistischer zu bewerten.:78 Dies ist z. B. in der Beziehungsklärung hilfreich.:39 Der Rollentausch ist für die Paartherapie geeignet.:176 Er ist bei Ängsten, Depressionen und in der Therapie mit Trauernden einsetzbar. Wenn intensive Gefühle im Spiel sind, sollte der Rollentausch nur von erfahrenen Therapeuten angeleitet werden.:97 Kontraindikationen sind akute Psychosen und bei Traumatisierung der Rollentausch mit dem Täter.